# Universidade de Constança
Universidade de Constança (em alemão, Universität Konstanz), fundada em 1966, é a menor entre as nove universidades contempladas pelo programa de excelência do governo alemão, em outubro de 2007. Tem mais de 10.600 alunos (2013).
O direcionamento de seus criadores foi conceber uma reforma (Reformuniversität) com modalidades novas de ensino e pesquisa. A universidade está situada na cidade de Constança, em Baden-Württemberg, às margens do Bodensee, perto da fronteira entre Alemanha, Suíça  e Áustria. É uma das poucas instituições universitárias onde  todos as unidades se encontram instaladas em um só campus.
Desde 2006, a Universidade de Constança faz parte do seleto grupo das chamadas universidades de excelência da Alemanha. E a instituição recebeu o título de universidade de excelência pela segunda vez em 2012.